# František Jakub

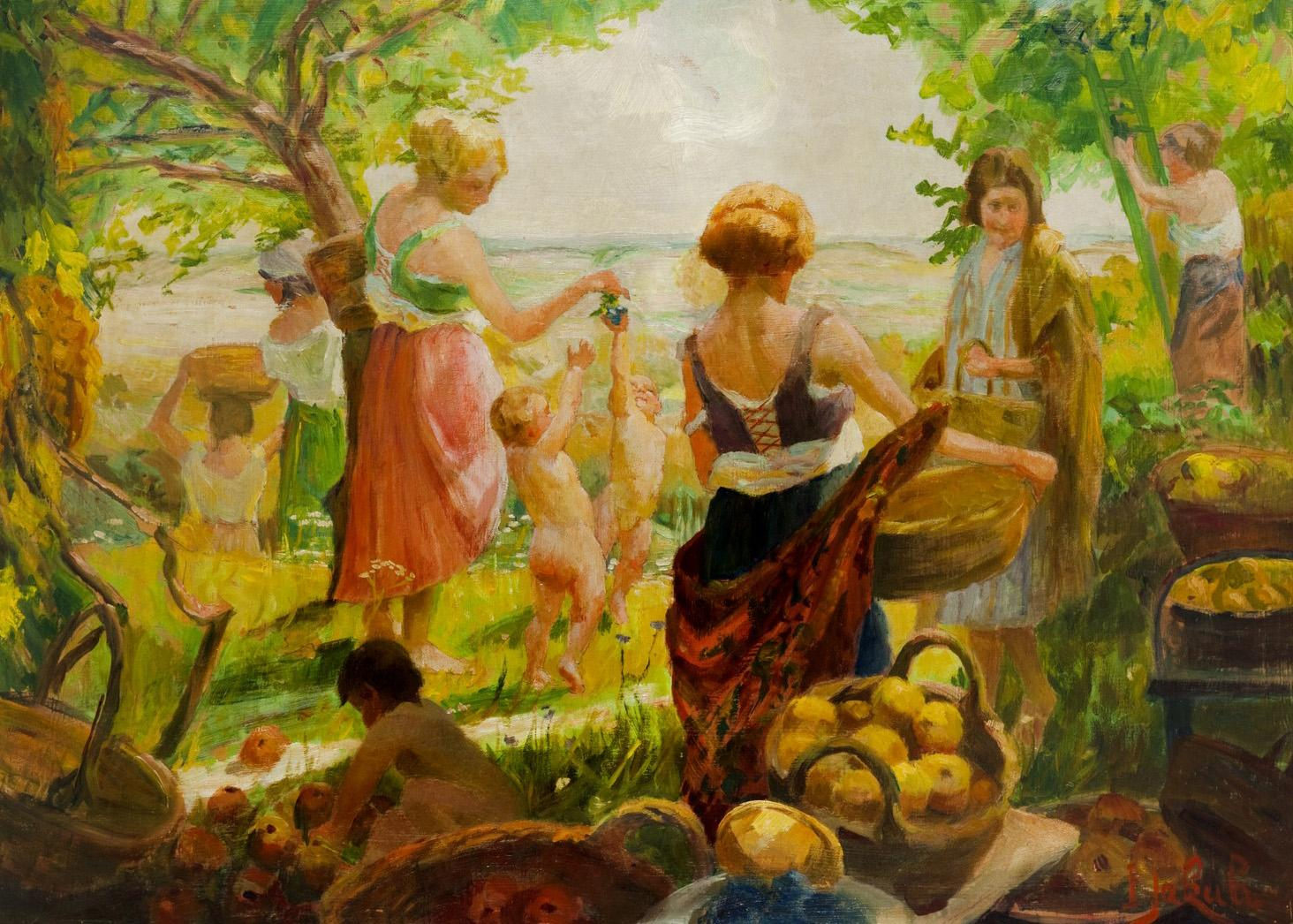
Sklizeň ovoce dílo Františka Jakuba

František Jakub (22. prosince 1875 Královské Vinohrady – 24. ledna 1940 Praha-Královské Vinohrady) byl český malíř, žák prof. Maxmiliána Pirnera a Vojtěcha Hynaise na Akademii výtvarných umění v Praze.

## Život
Františk Jakub byl žákem prof. Maxmiliána Pirnera a prof. Vojtěcha Hynaise na Akademii výtvarných umění v Praze v letech 1893-1900. Na veřejnosti své obrazy poprvé představil v Rudolfinu s Krasoumnou jednotou v roce 1904. Následně zřejmě studoval malbu v Paříži u Henri Le Sidanera.
Před 1. světovou válkou pravidelně vystavoval s Jednotou umělců výtvarných, a to i v zahraničí, např. v Záhřebu, Aušpurku a v Londýně. V době I. sv. války na vysokých lešeních v kostele sv. Mikuláše na Staroměstském náměstí restauroval vzácné fresky společně s O. Blažíčkem a J. Bendou. V roce 1926 vystavoval na Mezinárodní výstavě v Benátkách. V dubnu 1928 vybral 84 obrazů pro 50. členskou výstavu Jednoty výtvarných umělců. Souborné výstavy měl v roce 1926 v Obecním domě a v roce 1937 v pavilonu Myslbeka.
Dle vyjádření současníků byl nadšeným Sokolem a národovcem. Byl otcem architekta Jiřího Jakuba (1905–1971). Žil a pracoval v Praze na Královských Vinohradech.

## Dílo
Dle Prokopa Tomana tvořil František Jakub pod vlivem malíře Henri Le Sidanera (1862-1939), který patřil mezi přední francouzské pointilisty. Stopy tohoto vlivu lze spatřovat v některých raných portrétech a v obraze Alegorie léta (1908).  Na trhu s uměním se zatím neobjevily jeho rovněž rané  "náladové pohledy na pražské přístavy a nábřeží", které uvádí Prokop Toman.
J. R. Marek uvádí jako vzor, zřejmě výstižně pro pozdější tvorbu Fr. Jakuba, francouzského malíře Gastona la Touche (1854-1913). Dle uměleckého kritika pod zkratkou "Mý" (Národní listy, 21. 12. 1925) "Četné noblesně komponované figurální malby a alegorická "paneau-decorative" Fr. Jakuba byly reprodukovány velmi často ve Zlaté Praze a v uměleckém měsíčníku Dílo". Tyto obrazy jsou nejčastěji dobovou kritikou porovnávány s dílem Jakuba Obrovského. Porovnání obou umělců výstižně charakterizuje J. R. Marek v Národních listech (5. 9. 1937). U obou umělců vyzdvihuje "improvizační lehkost obrazové kompozice". Dr. Jindřich Čadík v katalogu souborné výstavy autora poukazuje na to, že Fr. Jakub komponuje a maluje složité figurální výjevy zpaměti. 
Jeho dekorativní styl, technická a kompoziční jistota jej předurčovaly pro velké reprezentativní realizace. Hospodářská záložna v Berouně jej požádala o fresky pro svůj interiér. Následně pro záložnu v Hlinsku realizoval námět Spořivost. V l. 1927/28 byla realizovaná jeho výzdoba Vinohradské spořitelny v Jugoslávské ulici s velkými alegorickými obrazy Jaro, Léto, Podzim, Zima a s další variantou tématu Spořivost. Pro Kolumbárium v Husově sboru na Vinohradech pod vlivem hrozícího fašismu vytvořil (rok 1936) monumentální fresku Převoz očištěných (11×3,6 m) představující odvěký zápas mezi dobrem a zlem, láskou a nenávistí .

## Galerie

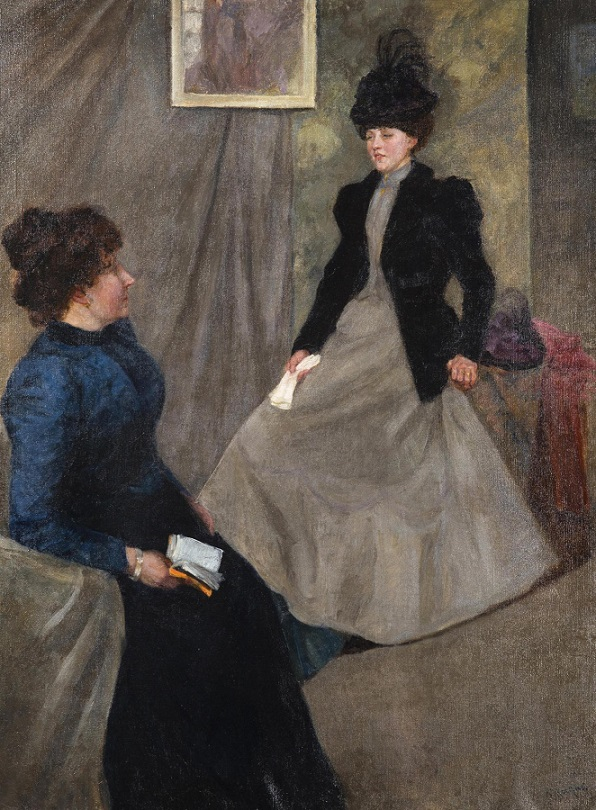
František Jakub Rozhovor
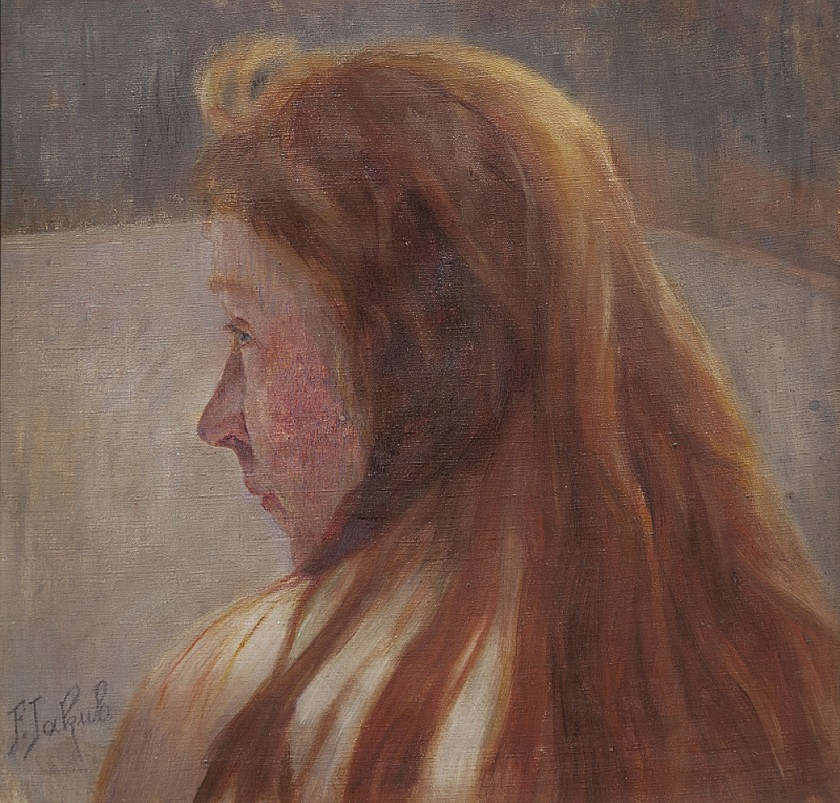
František Jakub Rusovláska
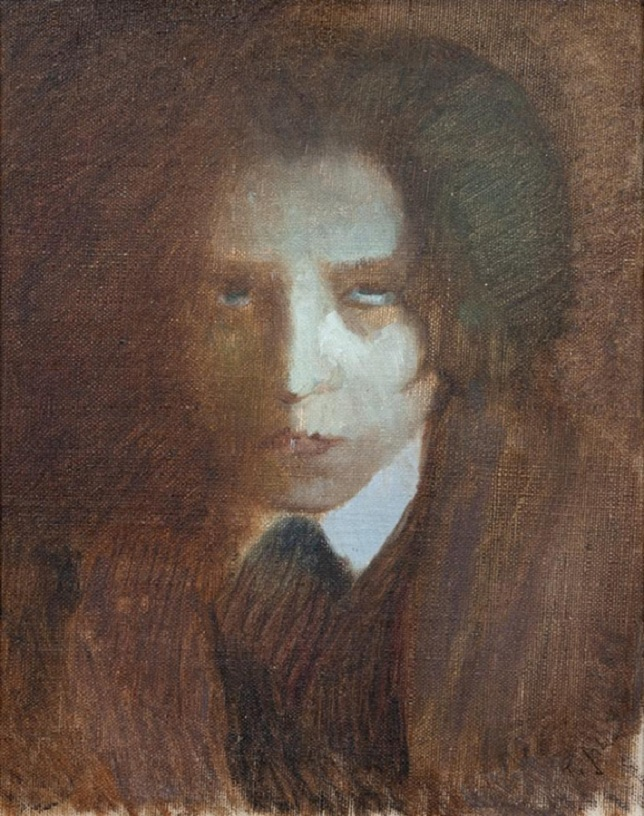
František Jakub Autoportrét
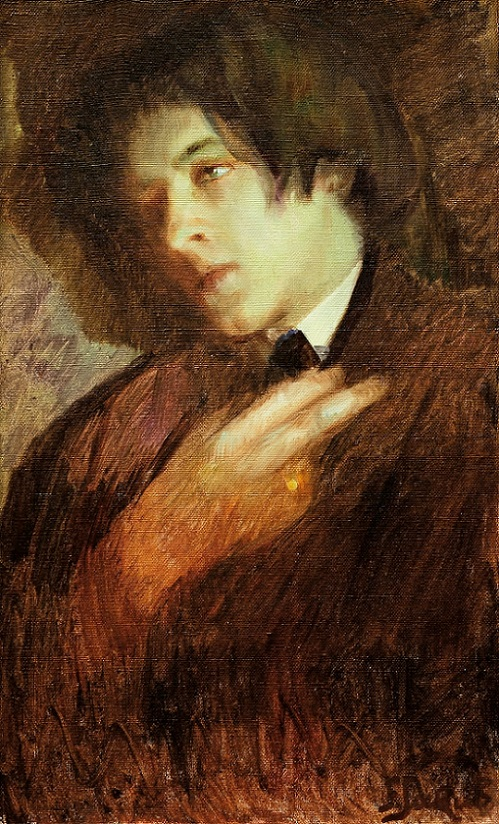
František Jakub Autoportrét II
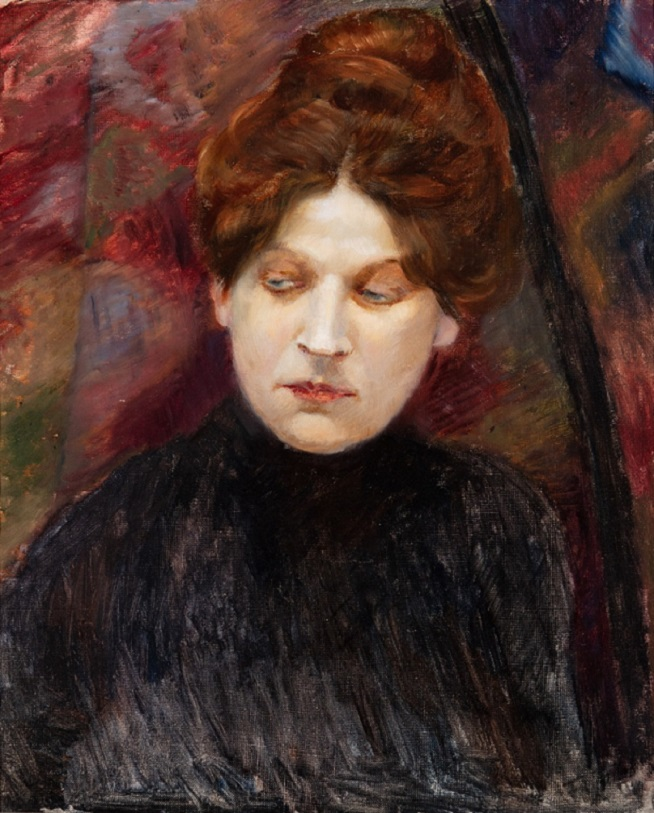
František Jakub Portrét dívky
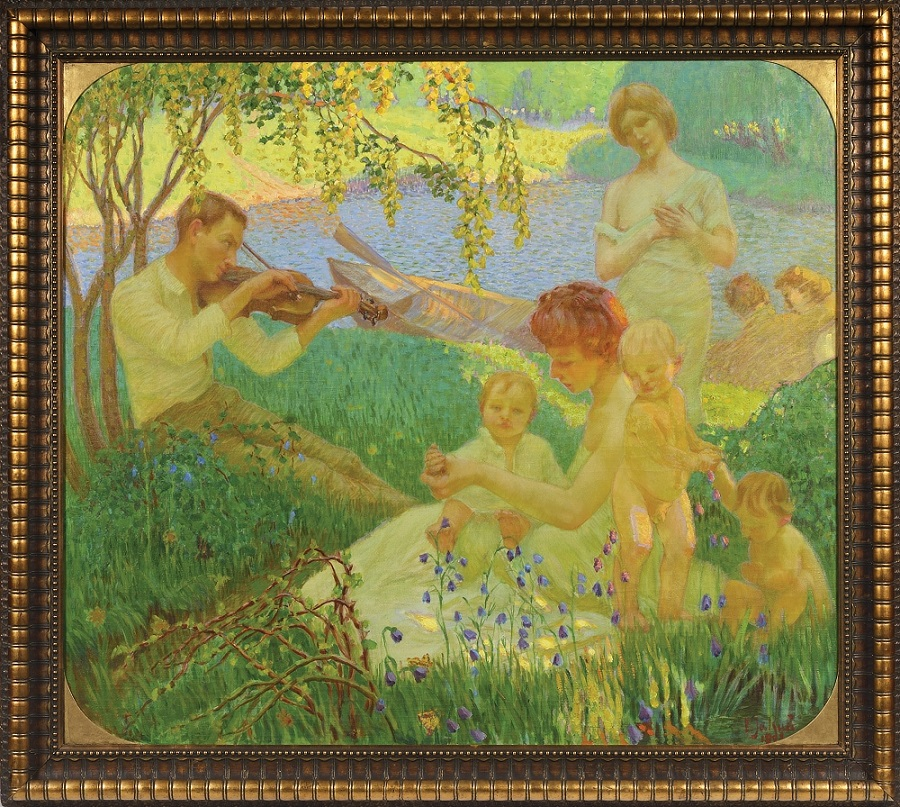
František Jakub Alegorie léta (1908)
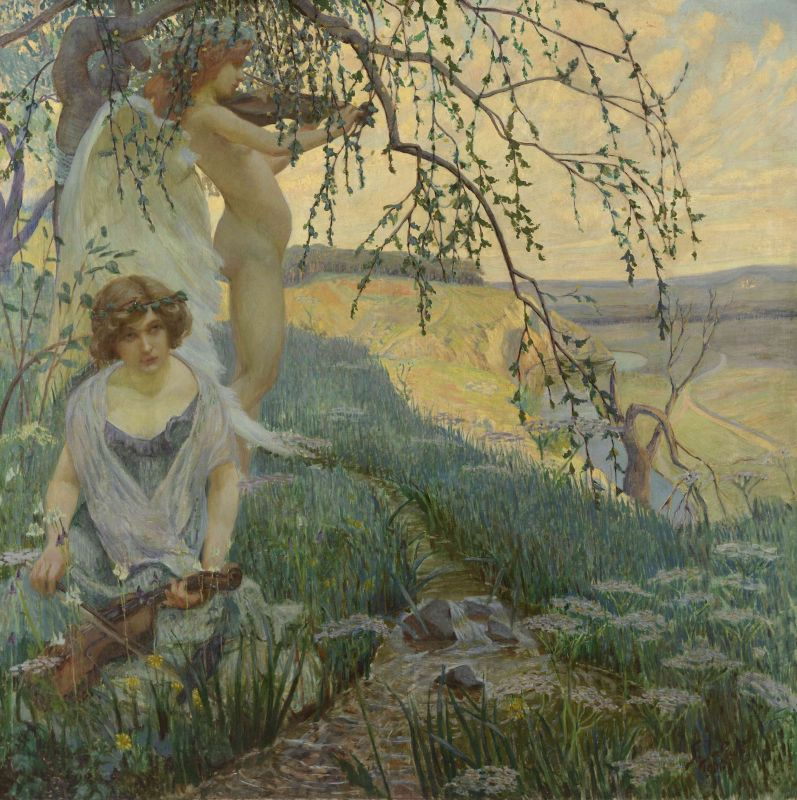
František Jakub Píseň přírody
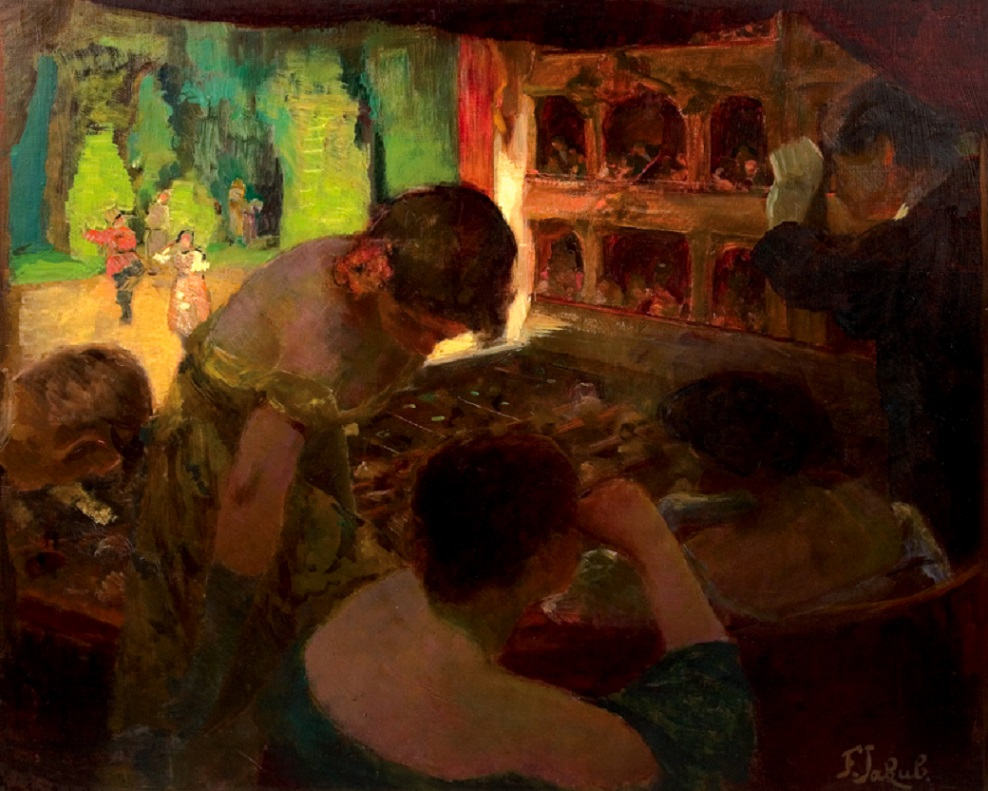
František Jakub V divadelní lóži
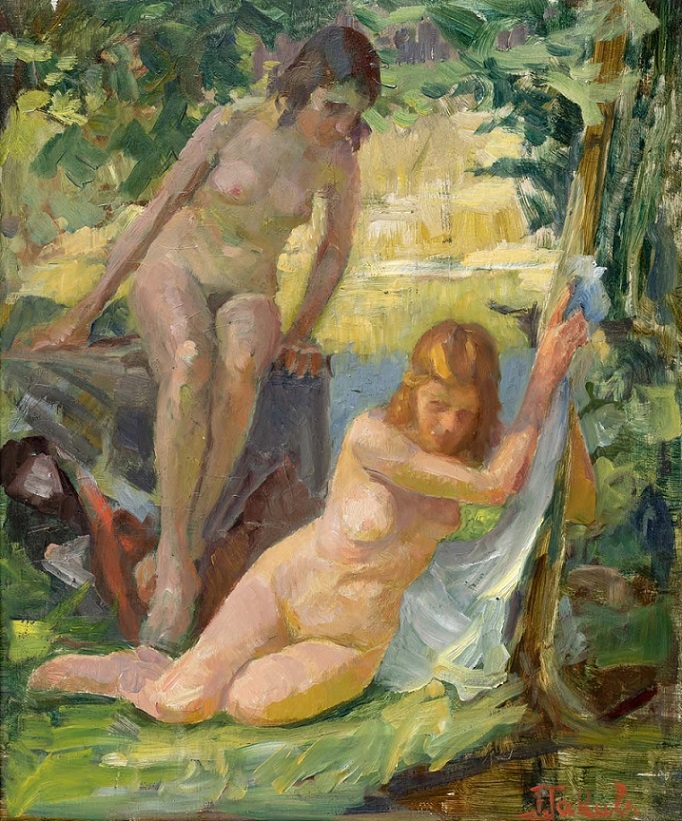
František Jakub Dívčí koupání (studie)
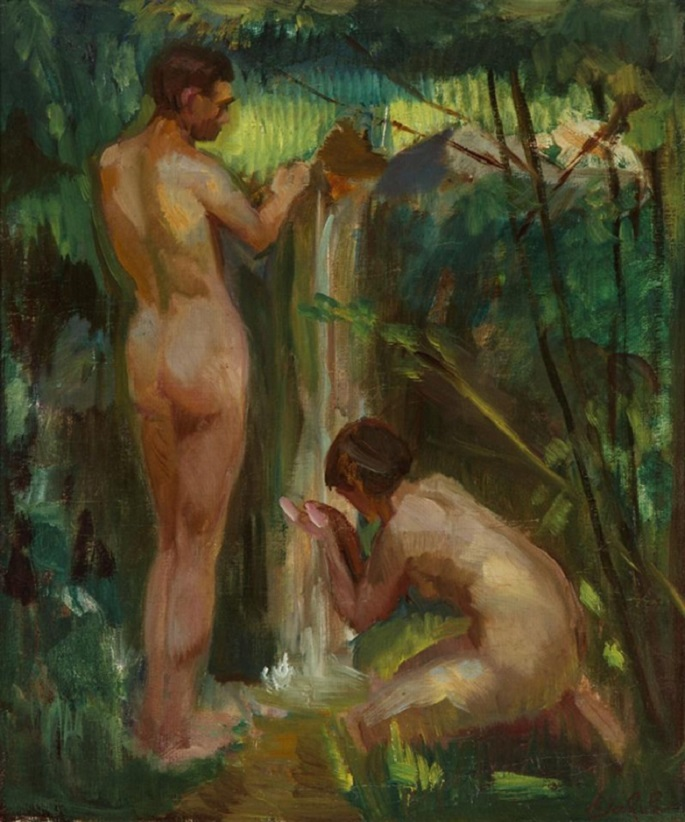
František Jakub U vodopádu (studie)
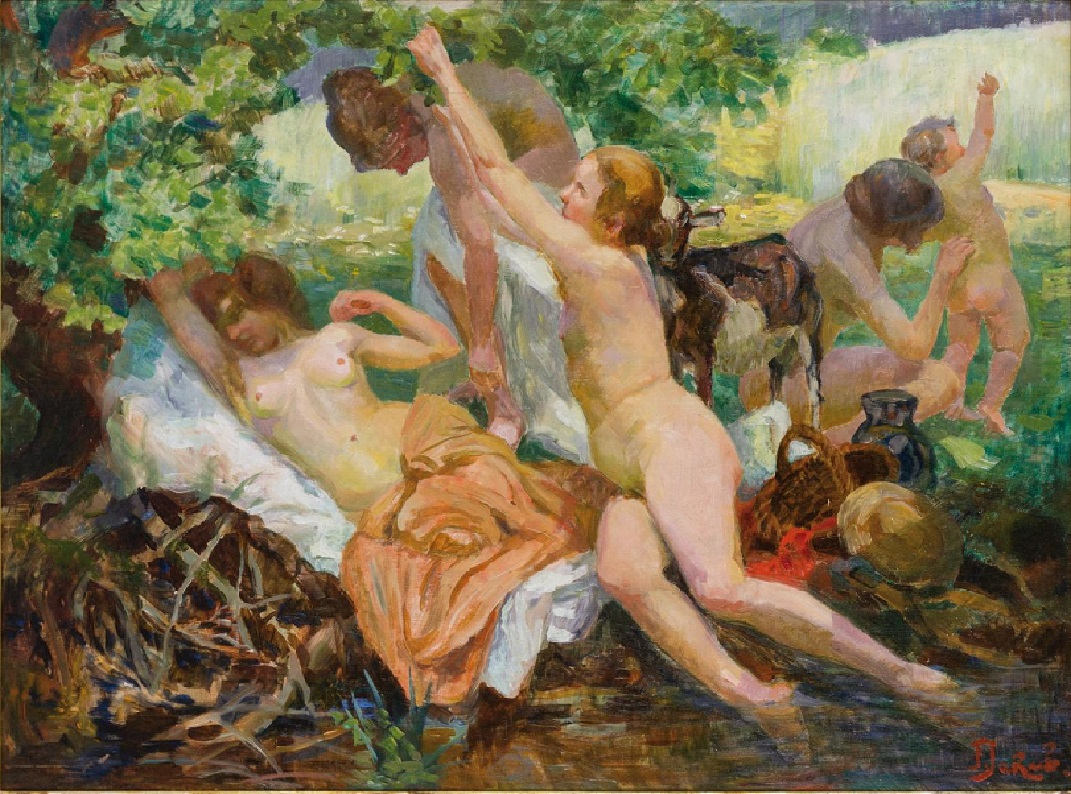
František Jakub Čas hojnosti (studie)
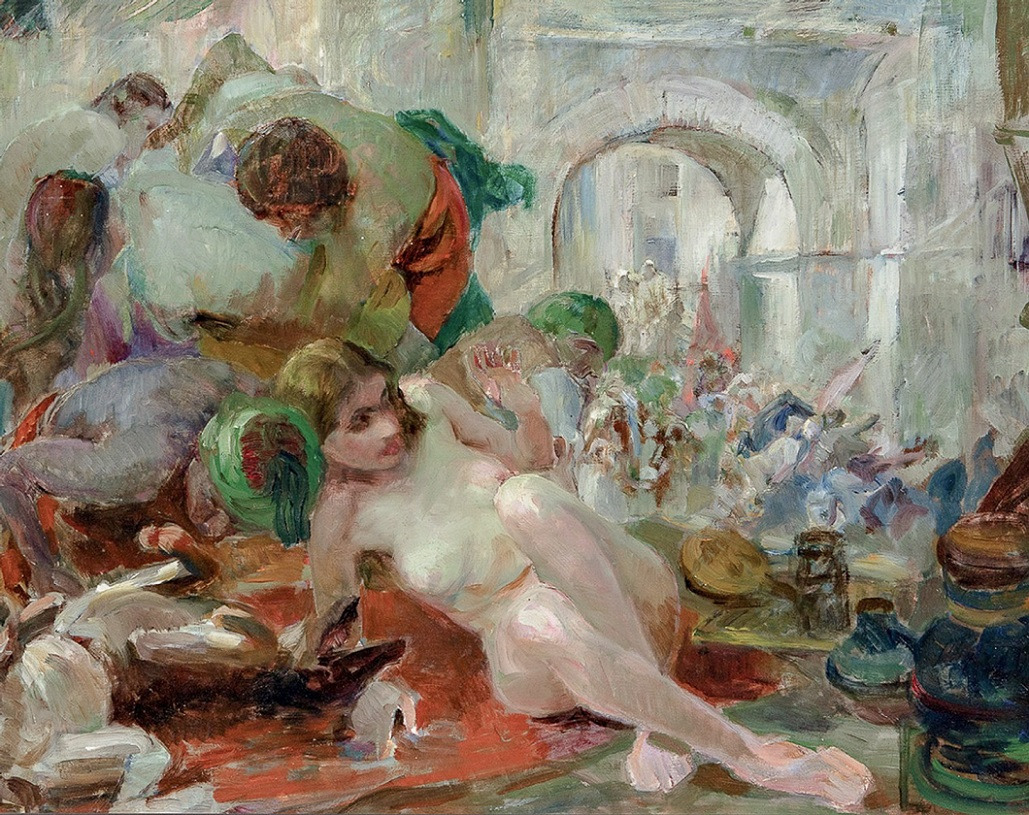
František Jakub Ze starověkého Říma (studie)
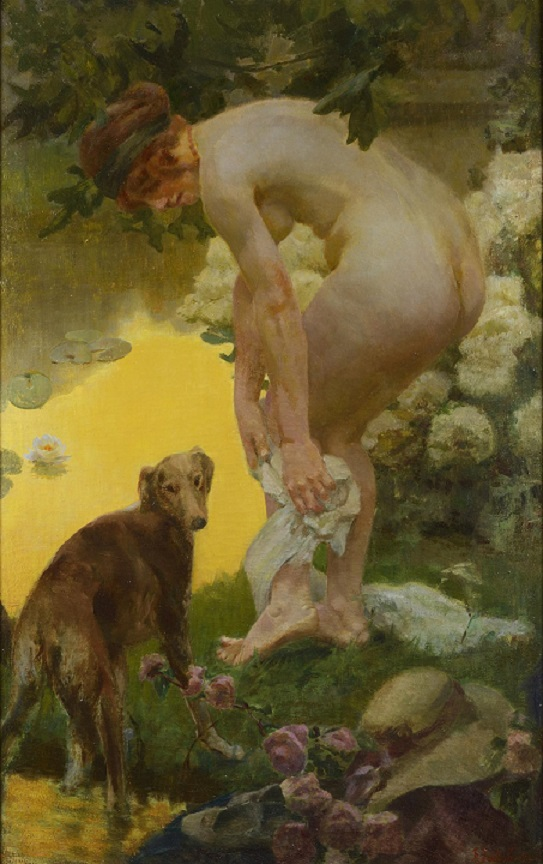
František Jakub Po koupeli
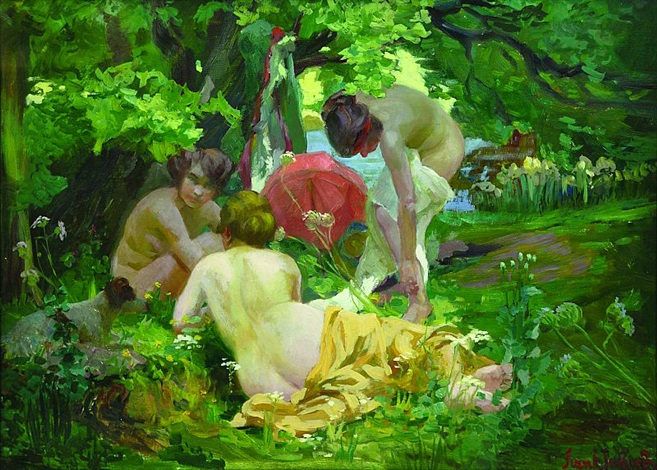
František Jakub Letní odpoledne
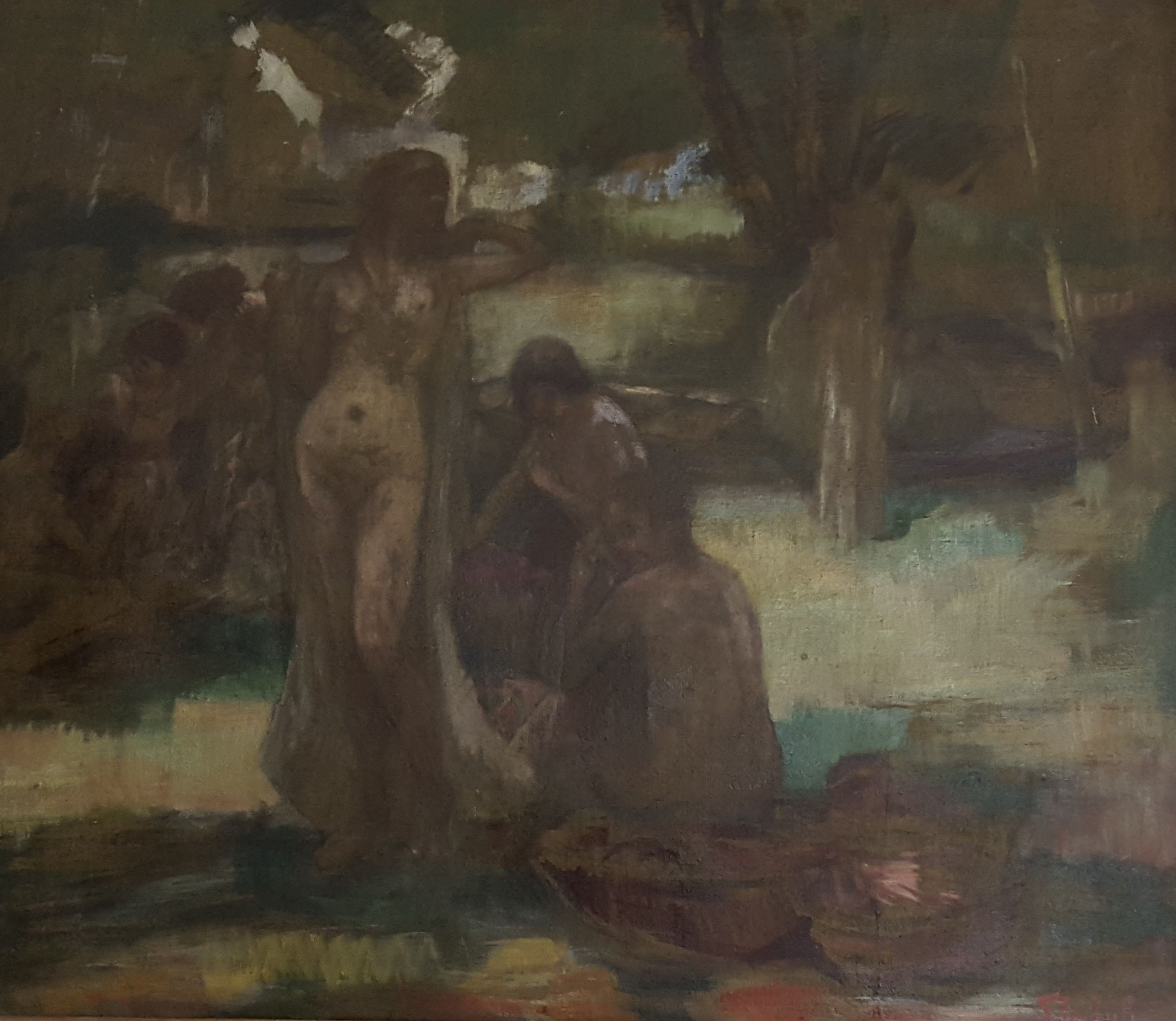
František Jakub Z bájí
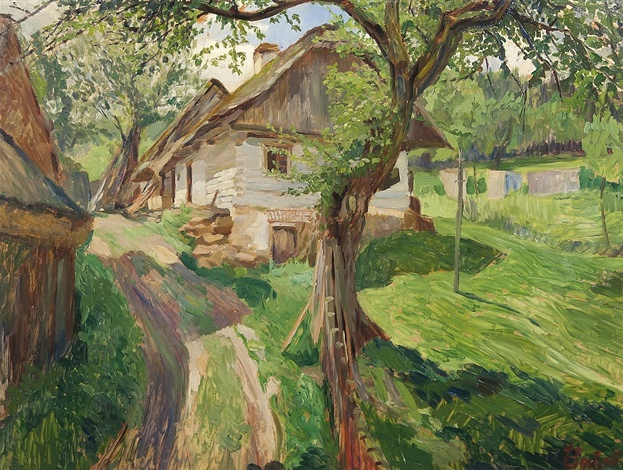
František Jakub Jarní cesta
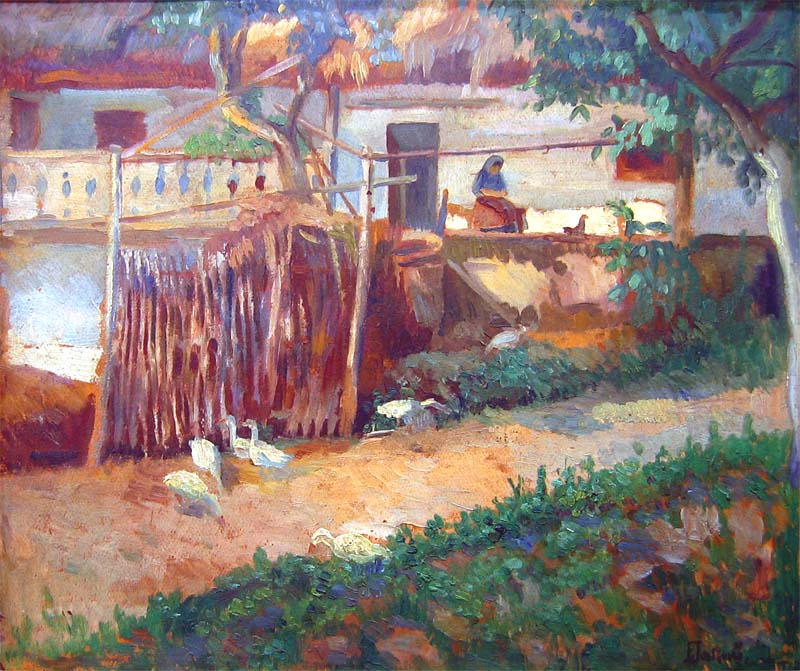
František Jakub Venkovské zátiší s husami
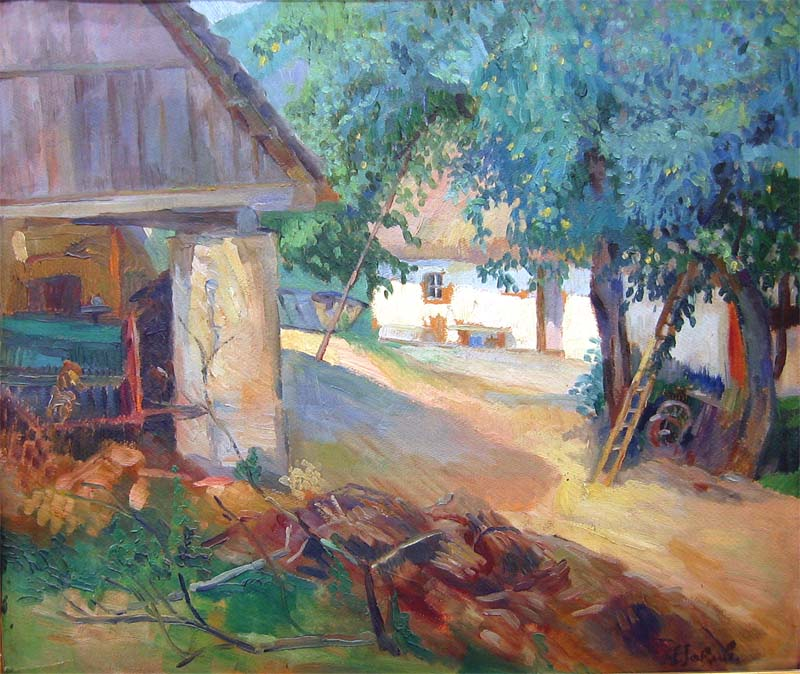
František Jakub Venkovský dvorek
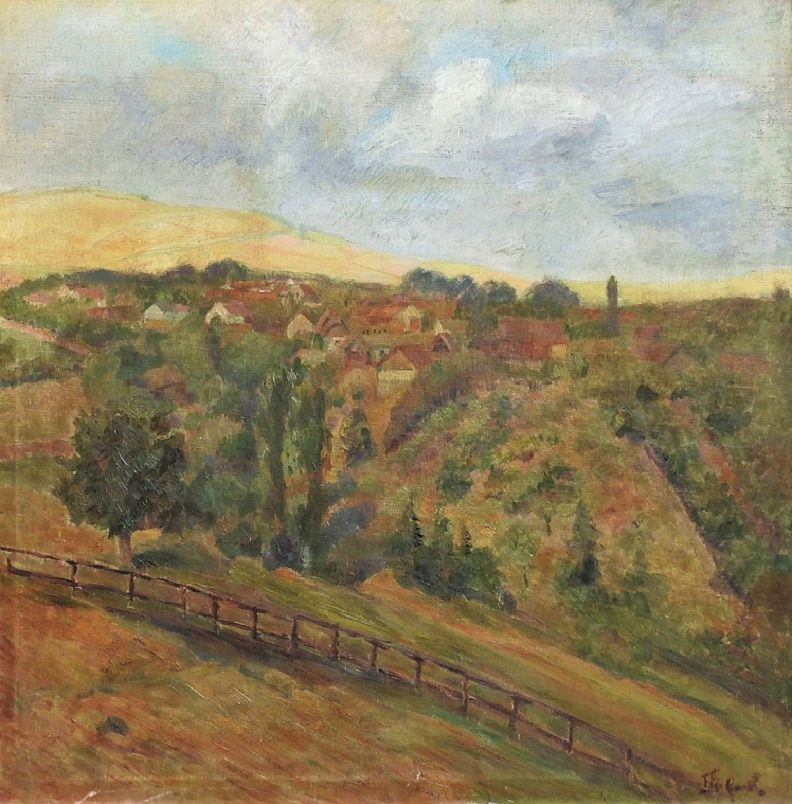
František Jakub Vesnice